# Stefan Mazurkiewicz
Stefan Mazurkiewicz, född 25 september 1888 i Warszawa, död 19 juni 1945 i  Grodzisk Mazowiecki, var en polsk matematiker verksam inom topologi, sannolikhetsteori och matematisk analys.